# 皮尔逊学院
皮尔逊学院（Pierson College）位于纽黑文公园街261号（约克街口），是耶鲁大学的12个住宿学院中学生人数最多的一个（学生数503人）。它创立于1933年，得名于耶鲁大学的创始人之一亚伯拉罕·皮尔逊（1646年至1707年）。亚伯拉罕·皮尔逊的雕像矗立在耶鲁大学的老校区。
皮尔逊学院建于1933年，乔治式建筑，拥有大型的草坪，著名的塔楼灵感来自费城的独立厅 。建筑师校友詹姆斯·甘布尔·罗杰斯负责设计。新的地下室设施与毗邻的达文波特学院共享。